# Holiday in the Sun
Holiday in the Sun (Brasil: Férias ao Sol) é um filme estadunidense de 2001, do gênero comédia, dirigido por Steve Purcell e estrelado pelas irmãs Mary Kate e Ashley Olsen.

## Sinopse
As irmãs Alex e Madson, entediadas com o inverno e a escola, planejam férias no Havaí. Sem imaginar que seus pais, Judy e Chad, também estão planejando um animado roteiro em família nas Bahamas, em companhia da família Graisons. 
Alex se apaixona por Jordan, um funcionário do resort. Porém ela não é a única. A herdeira mimada, Brianna Wallace, também o deseja, e será capaz de jogar sujo para atingir seu objetivo. O hotel Atlântida será palco de muitos romances e aventuras que levarão as irmãs para grandes confusões quando elas e seus amigos cruzam com um contrabandista de antiguidades.

## Elenco
- Mary-Kate Olsen  como Madison Brittany Stewart
- Ashley Olsen como Alexandra Anneliese "Alex" Stewart
- Austin Nichols como Griffen Grayson
- Megan Fox como Brianna Wallace
- Ben Easter como Jordan Landers
- Billy Aaron Brown como Scott
- Ashley Hughes como Keegan
- Markus Flanagan como Harrison
- Jamie Rose como Judy
- Jeff Altman como Chad
- Wendy Schaal como Jill
- Ashley Kelly como Trish
- Sterling Rice como Carmen

## Trilha sonora
Um álbum intitulado "Holiday In the Sun (Music From the Motion Picture)", foi lançada em 2001 pela Kirtland Records.
1. Island In the Sun - Weezer
2. Us Against the World - Play
3. Lord Apollo - Mirainga
4. Run Away - Toy Shop
5. Can't Get You Out of My Head - Empty Trash
6. Everybody Crazy - Toy Shop
7. Shades of Love - Empty Trash
8. A Timeless Tale - Eva Trout
9. Alright Already - Mirainga
10. Simply Most Loved - The American Girls
11. Otherwise - Noogie
12. Hawaiian Dreams - The Flys